# Cochylimorpha tiraculana
Cochylimorpha tiraculana is een vlinder uit de familie bladrollers (Tortricidae). De wetenschappelijke naam is voor het eerst geldig gepubliceerd in 1989 door Bassi & Scaramozzino.
De soort komt voor in Europa.